# Langona oreni
Langona oreni är en spindelart som beskrevs av Prószynski 1999 [2000. Langona oreni ingår i släktet Langona och familjen hoppspindlar. Inga underarter finns listade i Catalogue of Life.